# 霧雨アンダーテイカー
霧雨アンダーテイカー（きりさめアンダーテイカー）は、日本の5人組バンド。架空都市リスヴァレッタ出身という設定。所属レーベルはSUNRISE Music Label。

## 概要
2018年に結成され、同年9月からスタートしたアニメ『DOUBLE DECKER! ダグ&キリル』のオープニング主題歌「ステレオとモノローグ」でデビューを果たす。オルタナティヴ・ロック・パンク・ロックをベースとしながら、プログラミングを駆使した緻密なアレンジ、ロックに留まらない幅広い音楽性を武器に、その後も数多くのアニメやゲームの主題歌・挿入歌・キャラクターソングを手掛ける。全員がJ-POP、アニメ・ゲームなど日本の大衆文化好きだったことをきっかけに東京で結成。バンド名は「メンバー全員が稀代の雨男の集まりで5人揃うと何をするにも雨が降った・雨がもたらす憂鬱な気分を葬り去りたい」という願いを込めて名付けられ、衣装はレインコートをモチーフとしている。携わったアニメやゲーム作品を誰よりも愛し、とことん作品に寄り添った歌詞・楽曲制作・プロデュースを行う。

## メンバー
ジョシュア・K・キリサメ
- ボーカル、全曲の作詞を担当。
- 主な楽曲の作曲を担う他、ライブではギターを弾くことも。
- 趣味はエゴサーチ。

ダニエル・A・ヒサメ
- ドラムス担当。
- コーラスを担当する楽曲もある。ボーカルのジョシュアとは地元で一緒につるんでいた腐れ縁。
- 趣味は野球。

アダム・T・ムラサメ
- シンセサイザー担当。
- 一部の楽曲の作曲や、エンジニアとしても制作に関わっている。
- 引きこもりがちでメンバーいちのシャイ。会話の際はボイスチェンジャーやフリップボードを使用する。
- 趣味はネットショッピング。

ルーカス・H・シグレ
- ベース担当。
- 体が大きく威圧感があるが、実はメンバーいち優しい。日本語はカタコト。
- アレンジャーとして地元で名を馳せていたアダムをバンドに引き入れた功労者でもある。
- 趣味はラーメン屋巡り。

ハリソン・S・ハルサメ
- ギター担当。
- 独自の言語で話し、唯一の理解者であるルーカスと仲が良い。
- 趣味は飲み歩き。

## ディスコグラフィー
■「ステレオとモノローグ」2018年12月5日発売/SRML-1001/デジパック/UHQCD仕様
- 「ステレオとモノローグ」
  - 作詞：ジョシュア・K・キリサメ
  - 作曲・編曲：霧雨アンダーテイカー
  - ※アニメ『DOUBLE DECKER! ダグ&キリル』オープニング主題歌
- 「Don't Think Feel So Good!!!」
  - 作詞：ジョシュア・K・キリサメ
  - 作曲・編曲：霧雨アンダーテイカー
  - ※アニメ『DOUBLE DECKER! ダグ&キリル』キリル イメージソング
- 「Gunpowder Ballad」
  - 作詞：ジョシュア・K・キリサメ
  - 作曲・編曲：霧雨アンダーテイカー
  - ※アニメ『DOUBLE DECKER! ダグ&キリル』ダグ イメージソング

■「トライアライブ(Anime Size)」2019年7月27日配信開始
- 「トライアライブ(Anime Size)」
  - 作詞：ジョシュア・K・キリサメ
  - 作曲・編曲：霧雨アンダーテイカー
  - ※アニメ『SDガンダムワールド 三国創傑伝』エンディングテーマ

■「Da La Doubt(Anime Size)」2019年9月14日配信開始
- 「Da La Doubt(Anime Size)」
  - 歌唱：松岡ななせ × 霧雨アンダーテイカー
  - 作詞：ジョシュア・K・キリサメ
  - 作曲・編曲：霧雨アンダーテイカー
  - ※アニメ『ゼノンザード THE ANIMATION』主題歌

■AIカードダス／アニメ『ゼノンザード＜ZENONZARD＞』ベスト・アルバム「ELEMENTS」2021年2月28日発売/SRML-1023/5・CD3枚組（LPジャケット仕様）2021年5月12日配信開始
- 「Da La Doubt」
  - 歌：松岡ななせ × 霧雨アンダーテイカー
  - 作詞：ジョシュア・K・キリサメ
  - 作曲・編曲：霧雨アンダーテイカー
  - ※アニメ『ゼノンザード THE ANIMATION』主題歌
- 「Twin×Hayate」
  - 歌：霧雨アンダーテイカー
  - 作詞：ジョシュア・K・キリサメ
  - 作曲・編曲：霧雨アンダーテイカー
  - ※『ZENONZARD BReAK』テーマソング
- 「Symphony of Justice」
  - 歌：霧雨アンダーテイカー × アレックス・K・ストーム
  - 作詞：ジョシュア・K・キリサメ、アレックス・K・ストーム
  - 作曲・編曲：霧雨アンダーテイカー
  - ※アニメ『ゼノンザード THE ANIMATION』4話 挿入歌
- 「MaGiC x NuMBER」
  - 歌：松岡ななせ × 霧雨アンダーテイカー
  - 作詞：ジョシュア・K・キリサメ
  - 作曲・編曲：霧雨アンダーテイカー
  - ※アニメ『ゼノンザード THE ANIMATION』9話 EDテーマ

■「トライアライブ / REW」2021年4月8日配信開始
- 「トライアライブ」
  - 作詞：ジョシュア・K・キリサメ
  - 作曲・編曲：霧雨アンダーテイカー
  - ※アニメ『SDガンダムワールド 三国創傑伝』エンディングテーマ
- 「REW」
  - 作詞：ジョシュア・K・キリサメ
  - 作曲・編曲：ジョシュア・K・キリサメ/Hiroyuki Fujino
  - ※アニメ『SDガンダムワールド 三国創傑伝』最終話エンディングテーマ

■「ヒトセツナ」2021年8月12日配信開始
- 「ヒトセツナ」
  - 作詞：ジョシュア・K・キリサメ
  - 作曲・編曲：霧雨アンダーテイカー
  - ※スマホ向けギアスRPG『コードギアス Genesic Re;CODE（ジェネシックレコード）』主題歌>

## その他、プロデュース・提供・参加作品
■『DOUBLE DECKER! ダグ&キリル』キャラクターソングアルバム「DECKER! SONG -デカソン-」
- 「ステレオとモノローグ（ダグ&キリルVer.）」
  - 歌：ダグラス・ビリンガム（CV：三上哲）、キリル・ヴルーベリ（CV：天﨑滉平）
  - 作詞：ジョシュア・K・キリサメ
  - 作曲・編曲：霧雨アンダーテイカー
- 「Beasty Greedy Freaky」
  - 歌：キリル・ヴルーベリ（CV：天﨑滉平）
  - 作詞：ジョシュア・K・キリサメ
  - 作曲・編曲：ジョシュア・K・キリサメ、Hiroyuki Fujino
- 「Prison of Heart」
  - 歌：ダグラス・ビリンガム（CV：三上哲）
  - 作詞：ジョシュア・K・キリサメ
  - 作曲・編曲：霧雨アンダーテイカー
- 「Don’t Think Feel So Good!!!（キリルVer.）」
  - 歌：キリル・ヴルーベリ（CV：天﨑滉平）
  - 作詞：ジョシュア・K・キリサメ
  - 作曲・編曲：霧雨アンダーテイカー
- 「Gunpowder Ballad（ダグVer.）」
  - 歌：ダグラス・ビリンガム（CV：三上哲）
  - 作詞：ジョシュア・K・キリサメ
  - 作曲・編曲：霧雨アンダーテイカー
- 「ワンカットエピローグ」
  - 歌：ダグラス・ビリンガム（CV：三上哲）、キリル・ヴルーベリ（CV：天﨑滉平）
  - 作詞：ジョシュア・K・キリサメ
  - 作曲・編曲：霧雨アンダーテイカー

■「最響カミズモード!」神音コレクション
- 「Fearless」
  - 歌：ジョシュア・K・キリサメ
  - 作詞：キモット
  - 作曲・編曲：DJ KAMMY
  - ※データカードダス/アニメ『最響カミズモード!』挿入歌
- 「Red or Black」
  - 歌：ジョシュア・K・キリサメ
  - 作詞：ジョシュア・K・キリサメ
  - 作曲･編曲：DJ KAMMY
  - ※データカードダス/アニメ『最響カミズモード!』挿入歌

## コミカライズ
- ■フレフレ!霧雨アンダーテイカー
  - 霧雨アンダーテイカーの日常を描いたほのぼの4コマ漫画
  - 2019年12月12日より2020年6月4日まで、矢立文庫で連載。
- 矢立文庫 - 『矢立文庫』オフィシャルサイト